# John Wimber
John Richard Wimber, född 25 februari 1934, död 17 november 1997, var en amerikansk musiker, predikant och en av grundarna till Vineyard-rörelsen.
Wimber växte upp i en icke-kristen miljö, men kom till tro 1963 efter ett destruktivt liv. Han började gå hos kväkarna och ledde ett flertal bibelstudiegrupper i Kalifornien. Han var tvungen att lämna kväkarna efter att ha tagit till sig mer av karismatisk kristendom. Hans cellgrupp tydde sig då först till Calvary Chapel, men efter åsiktskillnader om helande och nådegåvorna anslöt de sig till Kenn Gulliksens nystartade församling Vineyard. Tillsammans startade Gulliksen och Wimber Vineyard-rörelsen som spred sig som en löpeld över världen.
John Wimber besökte Sverige två gånger vid ekumeniska konferenser i Göteborg 1988 och 1990, inbjuden av dåvarande biskopen i Göteborgs stift Bertil Gärtner. Gärtner fick kritik från andra präster för detta.
Wimber skrev ett flertal böcker och har inspirerat många nu levande karismatiska ledare, bland annat Bill Johnson och John Paul Jackson.